# Hugh Horner
Hugh Macarthur Horner (Blaine Lake, 1º febbraio 1925 – Edmonton, 27 marzo 1997) è stato un medico e politico canadese.

## Biografia
Figlio del senatore Ralph Horner e fratello di altri due futuri politici, Jack e Norval Horner, Hugh Horner fu eletto alla Camera dei comuni nel 1958, quando sconfisse l'uscente Charles Yuill, che sconfisse poi nuovamente alle elezioni del 1962. Venne rieletto ancora nel 1963 e nel 1965.
Nel 1967 si dimise dalla Camera dei comuni per candidarsi all'Assemblea legislativa dell'Alberta, risultando eletto. Venne poi confermato nel 1971, nel 1975 e nel 1979 (anche se si dimise dopo pochi mesi da quest'ultima elezione). Dal 1971 al 1975 fu ministro dell'agricoltura, successivamente dei trasporti e dell'economia, ricoprendo il ruolo di vicepremier dal 1971 al 1979.
Anche il figlio Doug Horner è stato ministro dell'agricoltura dell'Alberta e vicepremier. 